# Esme
Esme oder Esmé ist ein Vorname, abgeleitet vom altfranzösischen Wort esmer (estimer). Sowohl Männer als auch Frauen können diesen Vornamen tragen.

## Namensträger
- Esmé Howard, 1. Baron Howard of Penrith (1863–1939), britischer Diplomat
- Esmé Stewart, 1. Duke of Lennox (um 1542–1583), schottischer Adliger
- Esmé Stewart, 3. Duke of Lennox (um 1579–1624), schottischer Adliger
- Esmé Stewart, 5. Duke of Lennox (1649–1660), schottischer Adliger

## Namensträgerinnen
- Esmé Bianco (* 1982), britisches Model, Schauspielerin und Burlesque-Tänzerin
- Esme Creed-Miles (* 2000), britische Schauspielerin
- Esmé Kamphuis (* 1983), niederländische Bobfahrerin
- Esmé Lammers (* 1958), niederländische Autorin und Filmregisseurin
- Esmé MacKinnon (1913–1999), britische Skirennläuferin
- Esme Madra (* 1987), türkische Schauspielerin
- Esme Simiriotou (1884–1982), griechische Tennisspielerin